# 片江学巳

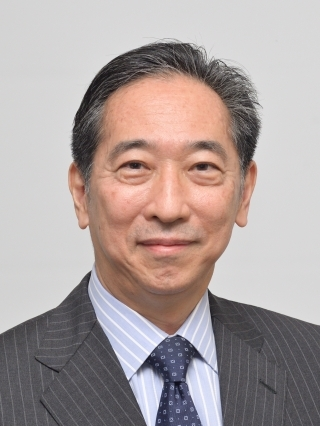
在ルーマニア日本国大使館ウェブページより（2024年）

片江 学巳（かたえ がくし、1962年〈昭和37年〉12月28日 - ）は、東京都出身の日本の外交官。
会計検査院事務総長官房審議官、在瀋陽総領事などを経て、2023年12月から駐ルーマニア大使を務める。

## 略歴
- 1986年3月　東京大学経済学部経済学科卒業
- 1986年4月　外務省入省
- 1999年9月　高知県警察本部警務部長
- 2001年9月　外務省大臣官房報道課 首席事務官
- 2003年10月　アジア大洋州局中国課 企画官 兼 アジア大洋州局地域政策課
- 2003年12月　大臣官房領事移住部邦人保護課邦人特別対策室長
- 2004年8月　在上海日本国総領事館 領事
- 2006年4月　在英国日本国大使館 参事官
- 2009年7月　アジア大洋州局南部アジア部南東アジア第二課長
- 2011年7月　財務省横浜税関総務部長
- 2013年8月　外務省在パキスタン日本国大使館 公使
- 2015年4月　在オーストラリア日本国大使館 公使
- 2018年10月　会計検査院事務総長官房審議官（事務総長官房担当）
- 2020年9月　在瀋陽日本国総領事館 総領事
- 2023年12月　ルーマニア国駐箚 特命全権大使

## 同期
- 石川浩司（22年シンガポール大使・20年官房長・19年南部アジア部長）
- 岩間公典（22年バングラデシュ大使・20年デュッセルドルフ総領事）
- 牛尾滋（22年南アフリカ大使・19年ポルトガル大使・18年アフリカ部長）
- 宇山智哉（21年WTO事務局長上級補佐官）
- 大鷹正人（24年タイ大使・20年ハンガリー大使・19年外務報道官）
- 河原節子（22年デュッセルドルフ総領事・21年公務員研修所副所長・18年フランクフルト総領事）
- 木村徹也（22年東ティモール大使・20年国連日本政府代表部大使・17年ミュンヘン総領事）
- 四方敬之（24年マレーシア大使・21年内閣広報官・20年外務省経済局長）
- 進藤雄介（21年在デトロイト日本国総領事・18年パキスタン公使・15年軍縮会議公使）
- 鈴木量博（23年オーストラリア大使・20年トルコ大使・18年北米局長）
- 中村安志（09年中南米局南米課課長補佐）
- 久島直人（22年中曾根康弘世界平和研究所・20年国際平和協力本部事務局長）
- 淵上隆（14年ドミニカ共和国大使）
- 三上正裕（22年ベルギー、北大西洋条約機構日本政府代表部大使・19年カンボジア大使・17年国際法局長）
- 道井緑一郎（23年フィジー大使）
- 南博之（24年特命全権大使（国際テロ対策・組織犯罪対策協力担当）・20年コンゴ民主共和国大使）
- 山田重夫（23年駐米大使・21年外務審議官(政務担当)・19年総合外交政策局長）
- 吉田朋之（23年日本国際問題研究所所長・20年外務報道官・19年中南米局長・17年軍縮不拡散・科学部長）
- 若林啓史（16年東北大学教授）